# Gekraagde grasuil
De gekraagde grasuil (Mythimna ferrago, synoniem Aletia ferrago) is een nachtvlinder uit de familie Noctuidae, de uilen. De voorvleugellengte bedraagt tussen de 15 en 18 millimeter. De imago kan verward worden met de witstipgrasuil. De soort overwintert als rups.

## Waardplanten
De gekraagde grasuil heeft diverse grassen en kruidachtige planten als waardplant, zoals kropaar, veldbeemdgras, paardenbloem en weegbree.

## Voorkomen in Nederland en België
De gekraagde grasuil is in Nederland en België een (vrij) gewone vlinder, die over het hele gebied verspreid voorkomt. De vliegtijd is van juni tot en met september in één generatie. Soms is er een (partiële) tweede generatie tot in oktober, de imagines uit deze generatie zijn duidelijk kleiner.

## Bron
- Paul Waring en Martin Townsend, Nachtvlinders, veldgids met alle in Nederland en België voorkomende soorten, Baarn, 2006.